# Christian Hopkins
Christian James „Chris“ Hopkins (* 26. Februar 1985 in Chicago, Illinois) ist ein ehemaliger American-Football-Spieler auf der Position des Tight Ends. Er spielte für die New York Giants in der National Football League (NFL) und spielte College Football an der University of Toledo. Er gewann einen Super-Bowl-Ring als Mitglied der Giants nach dem Sieg über die New England Patriots beim Super Bowl XLVI.

## Karriere
Hopkins besuchte von 2003 bis 2008 die University of Toledo, wo er College Football für die Toledo Rockets spielte. In seinem ersten Jahr war er aus akademischen Gründen nicht spielberechtigt. 2004 war er spielberechtigt und wurde in allen 13 Spielen, vornehmlich als Blocker, eingesetzt. Er fing nur drei Pässe in der gesamten Saison. 2005 war er mit 31 gefangenen Pässen der zweitbeste Receiver des Teams und wurde in 2nd-team All-MAC gewählt. 2006 fing er 54 Pässe für sieben Touchdowns. Die 54 passfänge stellten einen Saisonrekord für Tight Ends bei den Rockets dar, und überboten die vorherige Bestleistung um zehn gefangene Pässe.
Am 9. September 2009 verpflichteten die New York Sentinels aus der United Football League (UFL) Hopkins. Er fing sechs Pässe für 67 Yards und einen Touchdown. 2010 spielte er in der UFL für die Omaha Nighthawks, nachdem er als einer von 20 Spielern von diesen im Expansion Draft ausgewählt worden war. Er fing 12 Pässe für 90 Yards.
Am 30. Juli 2011 verpflichteten die New York Giants Hopkins. Am 3. September 2011 wurde er entlassen. Er wurde am Folge Tag für den Practice Squad der Giants verpflichtet, wo er die gesamte Saison verbrachte. Mit diesen gewann er den Super Bowl XLVI und erhielt einen Super-Bowl-Ring. Am 7. Februar 2012 gaben die Giants ihm einen neuen Vertrag. Am 27. August 2012 wurde er entlassen.